# Leucadeae
Leucadeae, tribus biljaka iz porodice usnača kojemu pripadaju šeast rodova od kojih je najvažniji tipični rod jednogodišnjeg raslinja i trajnica, Leucas.

## Rodovi
1. Rydingia (Scheen & V.A.Albert  (4 spp.)
2. Leucas (R.Br.  (108 spp.)
3. Isoleucas (O.Schwartz (2 spp.)
4. Otostegia Benth.  (7 spp.)
5. Leonotis ((Pers.) R.Br. (16 spp.)
6. Acrotome (Benth. ex Endl.

## Vanjske poveznice
- Photos of Tribe Leucadeae